# Střmen
Střmen (též Střemen) je zaniklý skalní hrad v okrese Náchod v Královéhradeckém kraji. Nachází se v národní přírodní rezervaci Adršpašsko-teplické skály v katastrálním území Teplice nad Metují.
Hrad byl založen nejspíše ve 14. století a sloužil jako strážní bod, který střežil cestu od Teplic nad Metují k Adršpachu. Spolu s ním také před polovinou 15. století zanikl. Jeho skrovné pozůstatky jsou chráněny jako kulturní památka.

## Historie
První písemná zmínka o hradu se nachází v Majestas Carolina, v němž je uveden jako královský hrad, který mohl panovník dát za určitých podmínek do zástavy. Bývá spojován s rodem pánů erbu třmene. Roku 1359 jej vlastnil Albert ze Skalice a o tři roky později snad Tas z Vízmburka, kterému patřily sousední Teplice nad Metují.

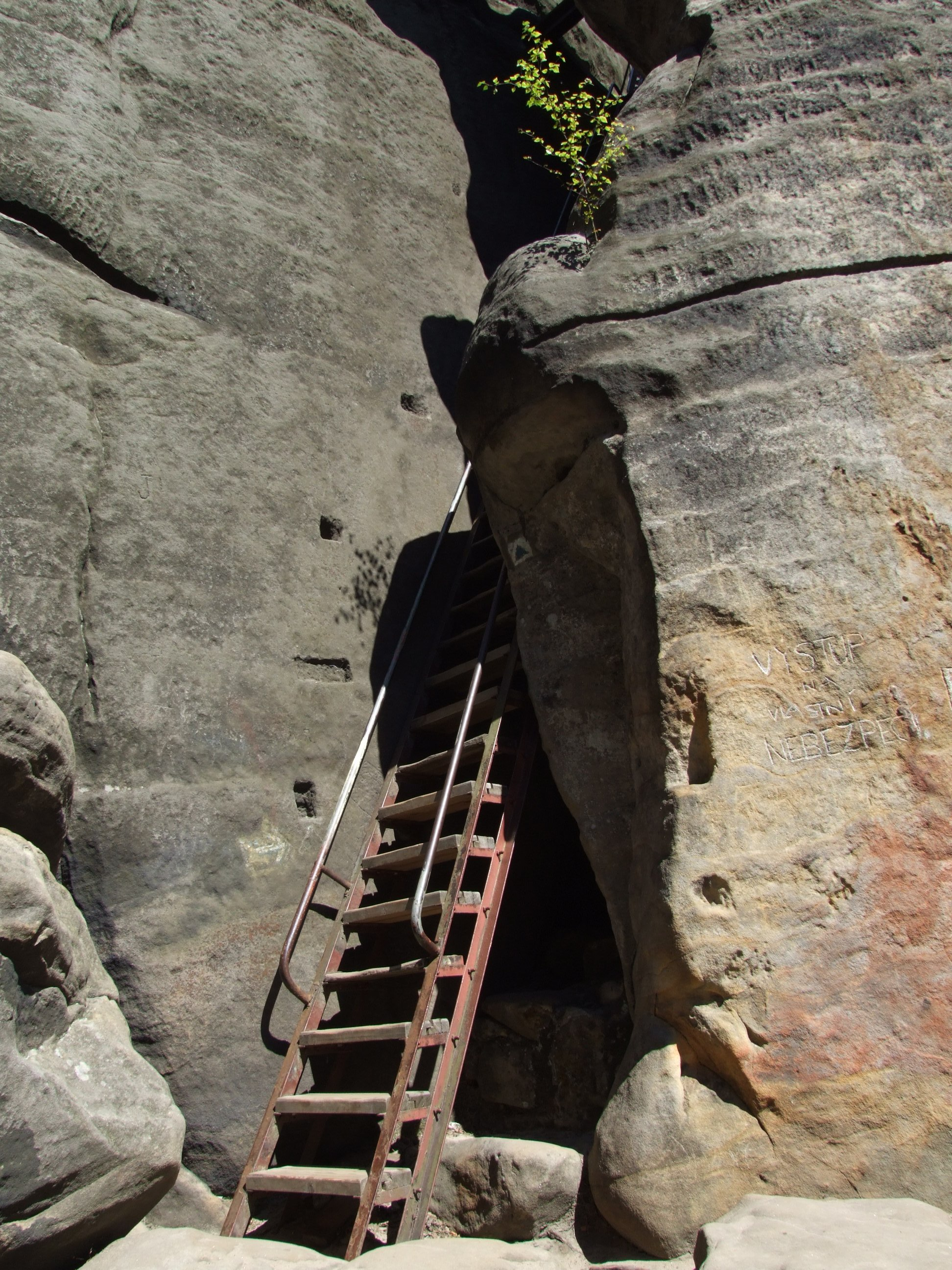
Přístup na hrad

Dalším majitelem hradu se stal rytíř Wickman, z jehož jména byl odvozen německý název Teplic nad Metují. Podle Tomáše Šimka hrad roku 1362 pravděpodobně koupil od Tase z Vízmburka, zatímco Tomáš Durdík uvedl, že hrad získal až roku 1372.
Během husitských válek hrad údajně roku 1428 dobylo husitské vojsko pod vedením Matěje Salavy z Lípy, ale neexistují písemné prameny, které by dobytí hradu dokládaly. Roku 1433 hrad patřil Janu Krušinovi z Lichtenburka. Jako podporovatel husitů byl Jan Krušina v roce 1434 zabit katolickými měšťany v Broumově a hrad v následujících letech nejspíše dobylo slezské vojsko. Definitivně byl pobořen Slezany v roce 1447. Poslední zmínky o zbořeném hradu nebo pustém zámku pochází z let 1534 a 1607.

## Stavební podoba

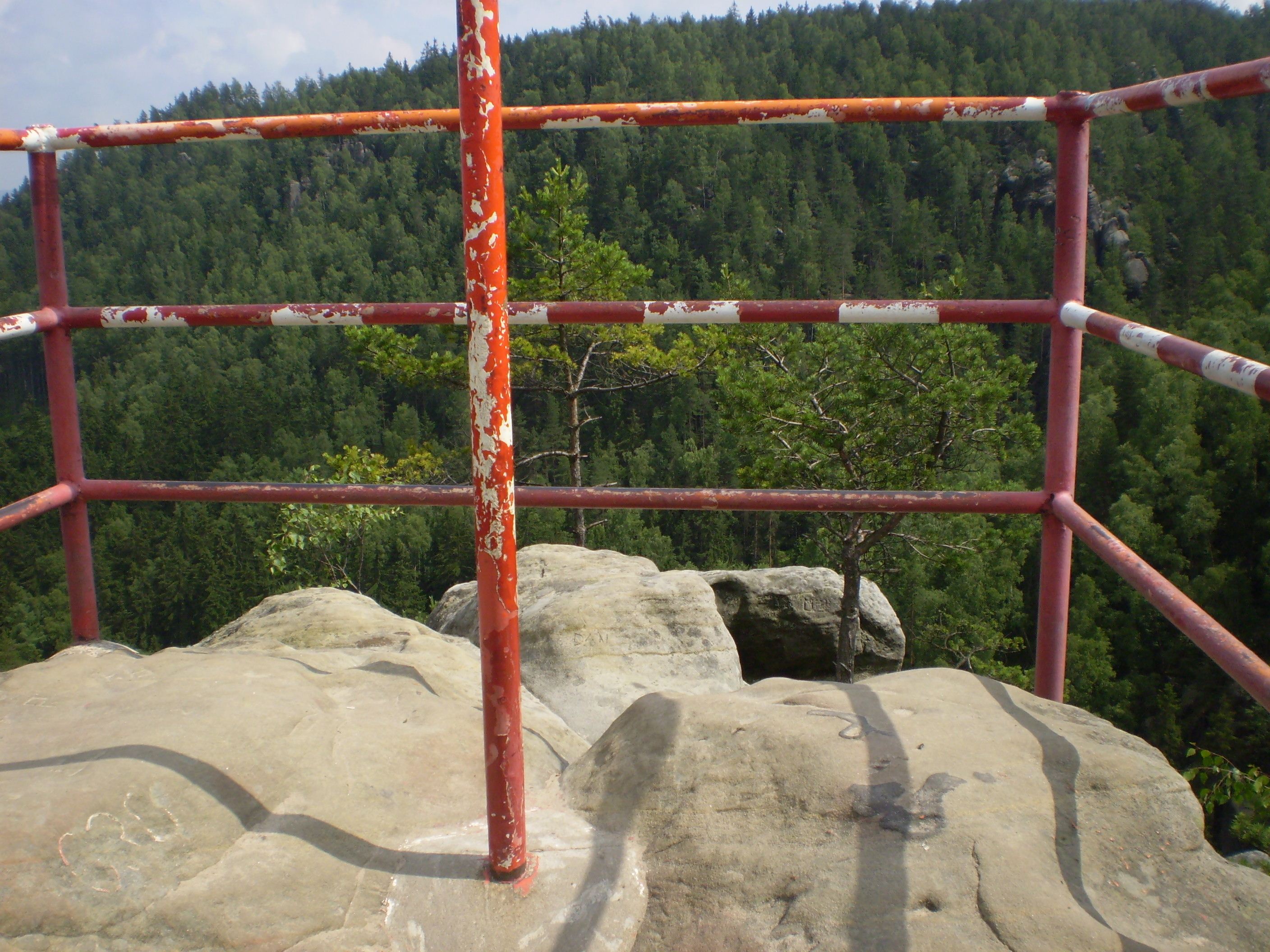
Vyhlídka na nejvyšším bodě hradu

Střmen vzhledem ke své velikosti pravděpodobně nesloužil sídelním účelům, ale jako opěrný vojenský bod. Mohl tvořit pozorovací stanoviště spojené s nedalekým hradem Adršpach. Tvořily jej pouze dvě skalní věže, u jejichž paty se nacházel malý dvorek a dochovaly se draže, které ukotvovaly malou roubenou stavbu. Úzká puklina mezi skalami byla uzavřena dřevem a vyplněna několika podlažími, které propojovalo schodiště na vrchol skály. Ten zaujala jediná dřevěná stavba se čtverhranným půdorysem.

## Přístup
Pozůstatky hradu jsou přístupné po schodišti, které odbočuje z modře značené turistické trasy, která vede Adršpašsko-teplickými skalami z Teplic nad Metují.